# Trübenbach (Weidhausen)
Trübenbach ist ein Gemeindeteil von Weidhausen bei Coburg im oberfränkischen Landkreis Coburg.

## Geographie
Trübenbach liegt etwa 18 Kilometer südöstlich von Coburg. Die Kreisstraße CO 26 verbindet den Ort mit Weidhausen und Marktgraitz. Von dieser zweigt eine Gemeindeverbindungsstraße nach Oberreuth ab.

## Geschichte
Trübenbach wurde 1289 erstmals urkundlich erwähnt, als Thederich von Kunstadt auf den von Heinrich Sezelin an Sonnefeld verkauften Zehnt zu „Trevenbach“ verzichtete. Der Ortsname lässt sich von ‚trüber Bach‘ ableiten.
1299 übernahm das Kloster Sonnefeld das Dorf durch Tausch vom Hochstift Bamberg. 1353 kam der Ort mit dem Coburger Land im Erbgang an die Wettiner und war damit ab 1485 Teil des Kurfürstentums Sachsen, aus dem später das Herzogtum Sachsen-Coburg hervorging. Trübenbach war Grenzort an der Geleitstraße, die von Coburg über Kulmbach nach Bayreuth führte. 1514 hatte das Dorf vierzehn Güter, zwei Wiesen und einen Acker. Im Jahre 1526 wurde das Kloster infolge der Reformation aufgelöst und aus dem Klosterbesitz entstand das Herzogliche Amt Sonnefeld. Infolge des Dreißigjährigen Krieges standen 1638 von zwölf Wohngebäuden noch fünf. Weder Saatgut noch Zugvieh waren vorhanden. Nach dem Tod von Herzog Albrecht im Jahr 1699 kam Trübenbach als Teil des Amtes Sonnefeld im Jahr 1705 zu Sachsen-Hildburghausen. 1826 gelangte das Amt Sonnefeld gemäß dem Teilungsvertrag zu Hildburghausen wieder zu Sachsen-Coburg. Der Ort gehört seit 1299 zum Kirchensprengel von Sonnefeld.
Anfangs besuchten die Trübenbacher Kinder die Schule in Weidhausen. Ab etwa 1720 eröffnete die Gemeinde eine Präzepturschule, die 1811 auf Weisung zu Gunsten einer gemeinsamen Schule mit Weidhausen aufgelöst wurde. Ab 1815 hatte Trübenbach wieder eine eigene Schule, die im Gemeindehaus untergebracht war. 1872 wurde das eingeschossige Gebäude aufgestockt und ein Glocken- und Uhrenturm aufgesetzt. 1967 folgte mit der Gründung des Schulverbandes Weidhausen die Auflassung der Schule. Das Schulhaus wurde zum Dorfgemeinschaftshaus umgebaut.
In einer Volksbefragung am 30. November 1919 stimmten 3 Trübenbacher Bürger für den Beitritt des Freistaates Coburg zum thüringischen Staat und 84 dagegen. Somit gehörte ab dem 1. Juli 1920 Trübenbach zum Freistaat Bayern. 1920 wurde der Ort an das Stromnetz angeschlossen, 1924 ein eigener Friedhof errichtet.
Nachdem im Jahr 1970 60,5 % der Bürger für einen Anschluss an Weidhausen gestimmt hatten, folgte am 1. Januar 1971 die Eingliederung nach Weidhausen. 1987 hatte das Dorf 288 Einwohner und 77 Wohnhäuser. 1977 begann ein Flurentwicklungsverfahren und 1983 ein Dorfentwicklungsverfahren. Die ganzheitliche Gestaltung und Neuordnung von Dorf und Flur wurde mit dem Staatspreis 1993/94 des Bayerischen Staatsministeriums für Ernährung, Landwirtschaft und Forsten ausgezeichnet.

## Einwohnerentwicklung
| Jahr | Einwohnerzahl |
| ---- | ------------- |
| 1508 | 35            |
| 1599 | 55            |
| 1618 | 60            |
| 1638 | 45            |
| 1672 | 64            |
| 1684 | 75            |
| 1837 | 196           |
| 1910 | 273           |
| 1933 | 254           |
| 1939 | 229           |
| 1950 | 333           |
| 1970 | 244           |
| 1987 | 288           |
| 2000 | 300           |